# Ricca, giovane e bella
Ricca, giovane e bella (Rich, Young and Pretty) è un film statunitense del 1951 diretto da Norman Taurog.